# Leaving New York
"Leaving New York" er en sang af det amerikanske alternative rockband R.E.M. Den blev udgivet som den første single fra gruppens album Around the Sun fra 2004. Selvom den ikke blev promoveret lige så meget som tidligere singler, så nåede den helt op som nummer 5 på UK Singles Chart. Sangen nåede dog ikke ind på Billboard Hot 100, og det er dermed den eneste førstesingle fra et af gruppens studiealbums, som ikke nåede ind på US Hot 100 ud over "Cant Get There from Here" fra Fables of the Reconstruction i 1985.
I tidlige liveoptrædener af sangen (september 2004) spillede bandet Michael Stipes "It's pulling me apart. Change." album baggrundsvokalerne under omkvædet og broen. I februar 2005, som de ses på R.E.M. Live, brugte gruppen dog en anden baggrundsvokal, som Mike Mills, Scott McCaughey og Ken Stringfellow stod for, for at få flowet i sangen til at fungere bedre.

## Baggrund
I et interview udtalte Stipe, at sangen er en kærlighedserklæring til New York. Stipe betragter byen som sit andet hjem, og udtalte engang, at han blev overvældet af, hvor smuk byen var, når han fløj over den og så den fra oven, og han skrev sangen ombord på et fly fra New York.
Musikvideoen blev indspillet med bandets rigtige venner under en fest, og med still-billeder fra Stipe af forskellige steder i byen.

## Spor
Alle sange er skrevet af Bill Berry, Peter Buck, Mike Mills og Michael Stipe, medmindre andet er angivet

### CD1
1. "Leaving New York" (single edit) - 4:43
2. "(Don't Go Back To) Rockville" (Berry, Buck, Mills, Stipe) (Live, Oslo 25.10.03) - 4:35

### CD2
1. "Leaving New York" (single edit) - 4:43
2. "You Are the Everything" (Berry, Buck, Mills, Stipe) (Live, Raleigh, NC - Soundcheck, 10.10.03) - 3:30
3. "These Days" (Berry, Buck, Mills, Stipe) (Live, Toronto, ON, 30.09.03) - 3:27

## Hitlister
| Hitliste (2004)                                  | Højeste placering |
| ------------------------------------------------ | ----------------- |
| Australia (ARIA)                                 | 57                |
| Østrig (Ö3 Austria Top 40)                       | 32                |
| Belgien (Ultratip Flanderen)                     | 7                 |
| Belgien (Ultratip Wallonien)                     | 15                |
| Danmark (Track Top-40)                           | 10                |
| Germany (Media Control AG)                       | 16                |
| Irland (IRMA)                                    | 14                |
| Italien (FIMI)                                   | 2                 |
| Holland (Single Top 100)                         | 43                |
| Norge (VG-lista)                                 | 7                 |
| Sverige (Sverigetopplistan)                      | 11                |
| Schweiz (Schweizer Hitparade)                    | 18                |
| Storbritannien Singles (Official Charts Company) | 5                 |
| US AAA (R&R)                                     | 1                 |